# 沃利诺耶 (占科伊区)
維利內（烏克蘭語：Вільне），又按俄語名譯為沃利诺耶（俄语：Вольное），1948年前名为弗赖莱本，是法理上乌克兰克里米亚自治共和国占科伊區西南部的市级镇，但事实上是俄罗斯克里米亞共和國占科伊區的市级镇。距離占科伊20公里和辛菲羅波爾69公里，海拔高度472米，2014年人口2,059。